# 加茂学園
加茂学園（かもがくえん）とは、千葉県市原市の公立小中一貫教育校である。学校教育法及び市原市条例に基づく正式名称は市原市立加茂小学校、市原市立加茂中学校である。

## 概要
千葉県市原市平野123番地に所在する。2013年4月からは市原市で初めての小中一貫教育を実施しており、千葉県内の公立校では鴨川市の長狭学園（鴨川市立長狭小学校・鴨川市立長狭中学校）につづいて2例目となる。
児童・生徒数は9学年あわせて211人（2016年4月1日現在）。
前身の一つである市原市立里見小学校では、1996年より地域の農家の協力のもと農業体験学習としてもち米を栽培しており、収穫物を授業参観の際に販売するなどしていた。この農業体験学習は農林水産省の『山間地域等直接支払制度の取組事例』（2008年）において学校と地域が連携した活動の好事例として取り上げられた。

## 沿革

### 年表
- 2009年（平成21年）8月 - 市原市が「加茂地区小中一貫教育校開校に関する基本計画」を策定[5]。
- 2013年（平成25年）4月1日 - 富山小学校・高滝小学校・里見小学校・白鳥小学校を統合し市原市立加茂小学校を開校。既存の市原市立加茂中学校とあわせて小中一貫教育を行う加茂学園となる。
- 2017年（平成29年）11月17日日本PTA全国協議会会長表彰を受賞

## 年間行事
以下のような学校行事がある。
- 5月 - 体育祭
- 10月 - 学園祭
- 11月 - PTAバザー
- 12月 - マラソン大会

## 通学区域
加茂小学校および加茂中学校の通学区域は、以下に挙げる市原市の地区である。
| 加茂中学校・加茂小学校 通学区域 （旧加茂村） | 旧富山小学校学区（旧富山村） | 新井、吉沢、古敷谷、小谷田                                     |
| 加茂中学校・加茂小学校 通学区域 （旧加茂村） | 旧高滝小学校学区（旧高滝村） | 外部田、久保、駒込、山口、養老、本郷、高滝、大和田、不入       |
| 加茂中学校・加茂小学校 通学区域 （旧加茂村） | 旧里見小学校学区（旧里見村） | 平野、大戸、飯給、万田野、柿木台、徳氏、田淵、田淵旧日竹、月出 |
| 加茂中学校・加茂小学校 通学区域 （旧加茂村） | 旧白鳥小学校学区（旧白鳥村） | 戸面、朝生原、石神、折津、大久保、国本、月崎、柳川、菅野、石塚 |

## 通学区域内施設
通学区域内の主な施設は以下の通りである。
- 市原市役所加茂支所
- 市原市消防局南総消防署加茂支署
- 養老川流域田淵の地磁気逆転地層
- 市原市市民の森
- 高滝湖グランピングリゾート（旧市原市立高滝小学校跡）
- 月出工舎（旧市原市立月出小学校跡）
- 旧市原市立里見小学校跡
- 旧市原市立富山小学校跡
- 旧市原市立白鳥小学校跡
- 旧市原市立朝生原小学校跡
- 旧市原市立大久保小学校跡
- 旧市原市立月崎小学校跡

## アクセス
- 小湊鉄道線・里見駅から徒歩5分
- 小湊バス（里01・牛04・里05系統）加茂学園停留所前[9]
- 圏央道・市原鶴舞ICから車10分